# Peltodytes lengi
Peltodytes lengi är en skalbaggsart som beskrevs av Roberts 1913. Peltodytes lengi ingår i släktet Peltodytes och familjen vattentrampare. Inga underarter finns listade i Catalogue of Life.